# Phumosia consors
Phumosia consors är en tvåvingeart som först beskrevs av Villeneuve 1916.  Phumosia consors ingår i släktet Phumosia och familjen spyflugor. Inga underarter finns listade i Catalogue of Life.